# Tiburtius von Rom

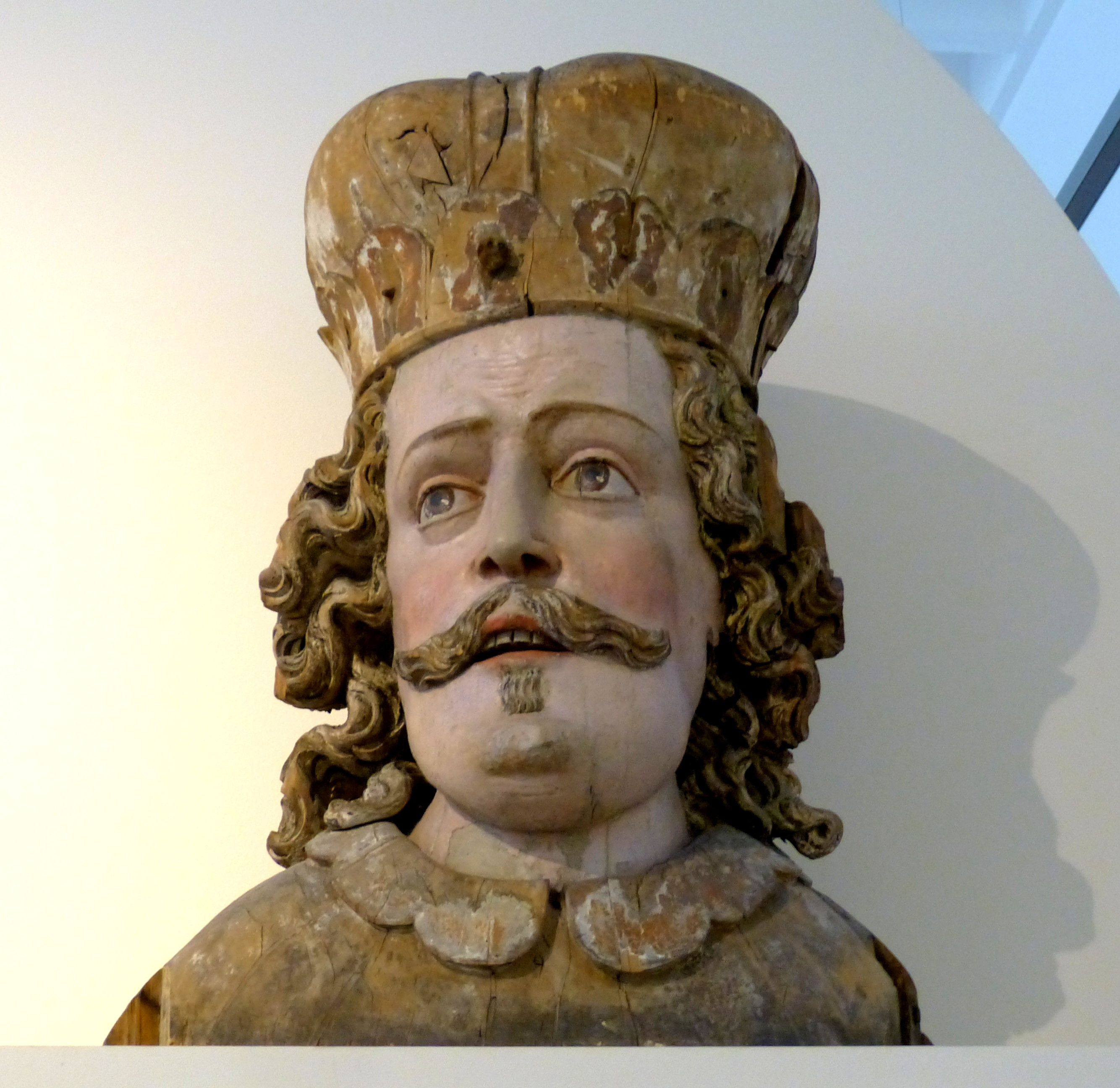
Tiburtius von Rom

Tiburtius von Rom († zwischen 180 und 230 in Rom) war ein Märtyrer. Der Name bedeutet „aus Tibur (dem heutigen Tivoli nahe Rom) stammend“ (lateinisch).
Tiburtius’ Grab befindet sich in der Via Appia. Die Legende berichtet, dass er, zusammen mit seinem Bruder Valerianus, dem Bräutigam der Cäcilia, ob seines Glaubens zum Tode verurteilt wurde. Mit den Brüdern wurde auch der von ihnen bekehrte Sekretär des Richters, Maximus, hingerichtet.
Papst Paschalis I. übertrug ihre Gebeine um 820 von der Via Appia in die Kirche Santa Cecilia nach Trastevere in Rom. Tiburtius ist nicht identisch mit dem gleichnamigen Märtyrer Tiburtius, dessen Fest am 11. August gefeiert wird.

## Gedenktage
- Gedenktag katholisch: 14. April
- Gedenktag orthodox: 22. November
- Gedenktag armenisch: 27. November
- Gedenktag koptisch: 22. November

## Bauernregel
Einige, dem katholischen Namenstag am 14. April entsprechenden Bauernregeln lauten:
- Am Tiburtiustag die Natur nun endlich grünen mag.
- Grüne Felder am Tiburtiustag, die ziehen viel Getreide nach.
- Tiburtius kommt uns sehr gelegen, mit seinem grünen Blättersegen.
- Nach dem Tiburtiustag alles, alles grünen mag.
- Tiburtius kommt mit Sang und Schall, bringt Kuckuck mit und Nachtigall.